# Culciu Mic
Culciu Mic (węg. Kiskolcs) – wieś w Rumunii, w okręgu Satu Mare, w gminie Culciu. W 2011 roku liczyła 737 mieszkańców. 